# Nowe Pole (rejon wołożyński)
Nowe Pole – dawny folwark. Tereny, na których leżał, znajdują się obecnie na Białorusi, w obwodzie mińskim, w rejonie wołożyńskim, w sielsowiecie Dory.

## Historia
W czasach zaborów folwark w powiecie wilejskim, w guberni wileńskiej Imperium Rosyjskiego.
W latach 1921–1945 folwark leżał w Polsce, w województwie wileńskim, w powiecie wilejskim, od 1927 roku w powiecie mołodeczańskim, w gminie Gródek.
Według Powszechnego Spisu Ludności z 1921 roku zamieszkiwało tu 12 osób, 11 było wyznania rzymskokatolickiego, 1 prawosławnego. Jednocześnie wszyscy mieszkańcy zadeklarowali polską przynależność narodową. Były tu 2 budynki mieszkalne. W 1931 w 2 domach zamieszkiwało 8 osób.
Wierni należeli do parafii rzymskokatolickiej w Chołchle i parafii prawosławnej w Jarszewiczach. Miejscowość podlegała pod Sąd Grodzki w Rakowie i Okręgowy w Wilnie; właściwy urząd pocztowy mieścił się w Gródku.